# Diocesi di Menelaite
La diocesi di Menelaite (in latino Dioecesis Menelaitensis) è una sede soppressa e sede titolare della Chiesa cattolica.

## Storia
Menelaite, identificabile con le rovine nei pressi di Edcu, è un'antica sede episcopale della provincia romana dell'Egitto Primo nella diocesi civile d'Egitto, ed era suffraganea del patriarcato di Alessandria.
Il titolo di "Menelaite" compare in una sola occasione. Nel 362 il vescovo Agatammone (o Agatodemone) sottoscrisse il Tomus ad Antiochenos, scritto da Atanasio di Alessandria, come "vescovo di Schedia e Menelaite"; Menelaite era la capitale del nomos omonimo, in seguito caduta in disgrazia a favore di Schedia, uno dei porti principali sul Nilo.
Dal 1933 Menelaite è annoverata tra le sedi vescovili titolari della Chiesa cattolica; la sede è vacante dal 4 marzo 1994. Il titolo è stato assegnato finora in una sola occasione, al vescovo Octave Terrienne, vicario apostolico delle isole Gilbert (poi diocesi di Tarawa e Nauru).

## Cronotassi dei vescovi titolari
- Octave Terrienne, M.S.C. † (2 dicembre 1937 - 4 marzo 1994 deceduto)